# Țestoasă

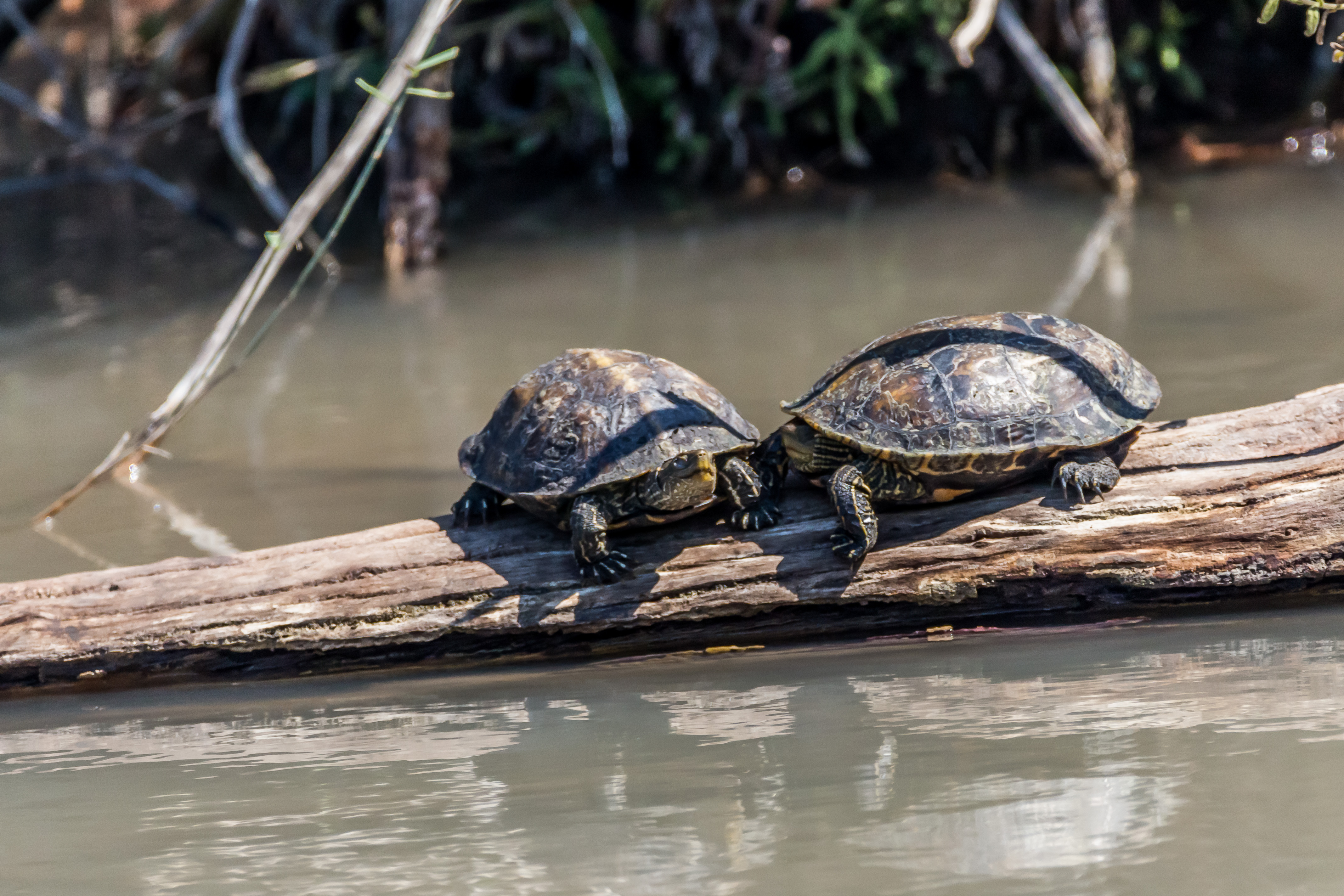
Țestoasă într-o rezervație naturală

Țestoasa este o reptilă din ordinul Testudines.

## Țestoasa de uscat
Este adaptată la mediul terestru. În România, trăiește în pădurile și regiunile de stepă din Oltenia, Banat și Dobrogea.
Speciile întâlnite în România sunt țestoasa de uscat bănățeană sau țestoasa lui Hermanni (Testudo hermanni) și țestoasa de uscat dobrogeană (Testudo graeca).
Țestoasa de uscat se recunoaște după corpul ei scurt, acoperit cu un țest format din 2 părți:
- carapacea (la partea superioară, bombată, de culoare maroniu-roșcat)
- plastronul (la partea inferioară, de culoare deschisă)

Ele sunt unite pe laturi, lăsând două deschizături prin care ies capul și membrele anterioare, iar la partea posterioară, membrele posterioare și coada. Țesutul este format din plăci osoase bine sudate, acoperite de plăci cornoase Coastele și vertebrele sunt concrescute cu carapacea. Capul, gâtul, picioarele și coada sunt acoperite de o piele solzoasă de culoare cenușie. Pe lângă organele de simț, asemănătoare cu ale șopârlei, există două fălci învelite într-o materie cornoasă ce formează un fel de cioc, cu margini tăioase și fără dinți. Masculul se deosebește  vizibil de femelă, în general prin dimensiunea cozii care este mai mare la mascul și a plastronului care la mascul este concav. Țestoasele sunt animale greoaie, care se deplasează încet din cauza conformației și a țesutului. Cele patru membre sunt scurte, așezate lateral și terminate cu degete scurte, prevăzute cu gheare. Se hrănește cu ierburi sălbatice, fructe, insecte, melci și viermi pe care le taie cu marginea ciocului. Respirația și înmulțirea este la fel ca la șerpi și șopârle.
Hibernarea ideală este între 3 și 9° Celsius, cu o umiditate cuprinsă  între 70 și 90%.

## Țestoasa europeană de apă dulce
Țestoasa europeană de apă dulce (Emys orbicularis) trăiește în lacuri și bălți, rareori pe uscat. Este adaptată secundar la viața terestră.
Se deosebește de țestoasa de uscat prin următoarele caractere:
- este carnivoră
- carapacea este mai mare
- de culoare negricioasă
- asemănătoare mâlului
- degetele sunt dezlipite prin membrană interdigitală

## Țestoasa cu tâmple roșii de Florida
Țestoasa cu tâmple roșii de Florida este o țestoasă verde, dar gâtul țestoasei cu tâmple roșii din Florida este roșu.
- dimensiuni 25-30 cm
- speranță de viață 30-50 de ani
- taxonomie: familia Emilidae
- genul:Trachemys

## Caretul
Caretul sau țestoasa de mare ajunge la 1-2 m lungime și 200 kg. Are carapacea mai puțin bombată, cu plăci osoase mai puțin sudate. Picioarele sunt adevărate vâsle care îi servesc la înot. Înmulțirea se face prin ouă pe care le depune în nisipul de pe plajă. Sunt vânate pentru carne, grăsime și ouă.